# レナウン (原子力潜水艦)
| 画像をアップロード | |
| 艦歴               | |
| 発注               | |
| 起工               | |
| 進水               | 1967年2月25日                                                                                             |
| 就役               | 1968年11月15日                                                                                            |
| 退役               | 1996年 |
| その後             | ロサイス造船所にて係留中                                                                                  |
| 除籍               | |
| 性能諸元           | |
| 排水量             | 水上 7,500トン 水中 8,400トン                                                                             |
| 全長               | 129.5m |
| 全幅               | 10.1m |
| 吃水               | 9.1m |
| 機関               | ロールス・ロイスPWR1型加圧水型原子炉 1基 イングリッシュ・エレクトリック蒸気タービン 2基 1軸推進 15000馬力 |
| 最大速             | 水中 25ノット 水上 20ノット                                                                               |
| 潜行深度           | |
| 乗員               | 143名 |
| 兵装               | 21インチ魚雷発射管 6門 スピアフィッシュ ポラリスA-3TK 16基                                                |
| 探索装置           | 2001型艦首ソナー 2023型曳航式ソナー 2007型ソナー (音響要撃受信機) 1003型レーダー 攻撃/索敵潜望鏡          |

レナウン(HMS Renown, S22)は、イギリス海軍の原子力潜水艦。レゾリューション級原子力潜水艦の3番艦。同名の英海軍艦としては11代目にあたる。

## 艦歴
「レナウン」は、キャメル・レアード社のバーケンヘッド造船所で建造、1967年2月25日に進水する。
レナウンは1996年に退役、原子炉区画の撤去後、2018年時点で他のレゾリューション級3隻と共にロサイス造船所にて係留されている。